# Егон VIII (Фюрстенберг-Хайлигенберг)
Егон VIII фон Фюрстенберг-Хайлигенберг (на немски: Egon VIII von Fürstenberg-Heiligenberg; * 21 март 1588, Шпайер; † 24 август 1635, Констанц) е граф (1618 – 1635) (от 1634 г. имперски граф) на Фюрстенберг-Хайлигенберг, баварски фелдцойгмайстер (от 28 март 1635), пълководец на Католическата лига по време на Тридесетгодишната война.

## Живот
Той е третият син на граф Фридрих фон Фюрстенберг-Хайлигенберг (1563 – 1617) и първата му съпруга Елизабет фон Зулц (1563 – 1601), дъщеря на граф Алвиг фон Зулц († 1572), ландграф в Клетгау. Брат е на Вилхелм (1586 – 1618), Йоахим Алвиг (1587 – 1617) и Якоб Лудвиг (1592 – 1627).
В началото Егон е духовник. На 9 септември 1619 г. той става военен на служба на Католическата Лига през Тридесетгодишната война.

## Фамилия
Егон VIII се жени на 9 юни 1619 г. в Хехинген за графиня Анна Мария фон Хоенцолерн-Хехинген (* 8 септември 1603; † 23 август 1652, Дюселдорф), дъщеря на княз Йохан Георг I фон Хоенцолерн-Хехинген († 1623). Те имат децата:
- Елеанора (1620)
- Елизабет (1621 – 1662), графиня фон Фюрстенберг-Хайлигенберг, омъжена 1643 г. за граф Фердинанд фон Аспремонт-Линден-Рекхайм (1611 – 1665)
- Фердинанд Фридрих фон Фюрстенберг (1623 – 1662), граф на Фюрстенберг, имперски райхсхофрат и полковник, женен 1645 г. за Франсуаза Елизабет де Монришие († 1668)
- Леополд Лудвиг Егон (1624 – 1639)
- Франц Егон (1626 – 1682), епископ на Страсбург (1663 – 1682)
- Херман Егон (1627 – 1674), 1664 г. княз на Фюрстенберг, женен 1655 г. за графиня Мария Франциска фон Фюрстенберг-Щюлинген (1638 – 1680), дъщеря на граф Фридрих Рудолф фон Фюрстенберг (1602 – 1655)
- Йохан Егон (1628 – 1629)
- Вилхелм Егон (1629 – 1704), епископ на Страсбург (1682 – 1704), кардинал
- Ернст Егон (1631 – 1652), убит при Етамп
- Мария Франциска (1633 – 1702), омъжена I. на 9 май 1651 г. за херцог Волфганг Вилхелм фон Пфалц-Нойбург (1578 – 1653), II. на 23 февруари 1666 г. за маркграф Леополд Вилхелм фон Баден-Баден (1626 – 1671)
- Анна Мария (1634 – 1705), омъжена на 16 март 1651 г. за граф Фердинанд Карл фон Льовенщайн-Вертхайм-Рошфор (1616 – 1672)